# Mason Greenwood
Mason Will John Greenwood (* 1. Oktober 2001 in Bradford) ist ein englischer Fußballspieler. Der Stürmer und einmalige A-Nationalspieler steht seit Juli 2024 bei Olympique Marseille unter Vertrag.

## Karriere

### Verein
Greenwood begann seine Karriere als zentraler Mittelfeldspieler, entwickelte sich jedoch allmählich zu einem Mittelstürmer. 2018 wurde er Torschützenkönig der englischen U18-Premier-League North, obwohl er zu diesem Zeitpunkt noch für die U16 von Manchester United spielberechtigt gewesen wäre.
Die Vorbereitung auf die Saison 2018/19 absolvierte Greenwood zum Teil mit der ersten Mannschaft von José Mourinho. Neben Einsätzen in der U18 und der UEFA Youth League wurde er zudem in der U23 eingesetzt. Im Oktober 2018 erhielt Greenwood seinen ersten Profivertrag. Im Dezember 2018 stand er in der Champions League erstmals im Spieltagskader der Profis. Am 6. März 2019 debütierte er schließlich unter Ole Gunnar Solskjær bei den Profis, als er beim 3:1-Sieg gegen Paris Saint-Germain im Achtelfinalrückspiel der Champions League kurz vor dem Spielende eingewechselt wurde. Im Alter von 17 Jahren und 156 Tagen wurde Greenwood nach Norman Whiteside der zweitjüngste Spieler von Manchester United im Europacup. Vier Tage später debütierte er in der Premier League. Bis zum Saisonende folgten zwei weitere Einsätze (davon einmal in der Startelf) in der höchsten englischen Spielklasse. Daneben kam er zu 13 Einsätzen in der U18-Premier-League, in denen er 15 Tore erzielte, sowie zu 6 Einsätzen für die U23 in der Premier League 2, in denen er drei Tore erzielte. Greenwood erzielte sein erstes Tor in der Premier League am 24. November 2019 bei einem 3:3 bei Sheffield United. Im Laufe der Saison 2019/20 avancierte er zu einem wichtigen Spieler und erzielte 10 Tore in 31 Ligaspielen. Mit seiner Mannschaft unterlag er im Finale der UEFA Europa League 2020/21 mit 10:11 im Elfmeterschießen gegen den FC Villarreal.
Anfang Februar 2022 wurde Greenwood aufgrund der Vergewaltigungsvorwürfe gegen ihn vom Trainings- und Spielbetrieb freigestellt. Im August 2023 gab der Verein bekannt, dass man eine Trennung von Greenwood anstrebe.
Am 1. September 2023 wechselte Greenwood am letzten Tag der Transferperiode bis zum Ende der Saison 2023/24 auf Leihbasis in die spanische Primera División zum FC Getafe.
Im Juli 2024 wechselte er zu Olympique Marseille, wo er einen bis 2029 laufenden Vertrag erhielt. Bei seinem Debüt am 17. August erzielte Greenwood beim 5:1-Sieg in Brest zwei Tore, bereitete zwei weitere vor und verwandelte einen Elfmeter. Auch der Rest der Saison verlief für Greenwood äußerst erfolgreich. So war er mit 21 Toren gemeinsam der beste Torschütze der Liga (gemeinsam mit Ousmane Dembélé) und gewann mit Marseille außerdem die Vizemeisterschaft.

### Nationalmannschaft
Greenwood lief 15-mal für Jugendauswahlen Englands auf und erzielte 3 Tore. Im September 2020 debütierte er in der A-Nationalmannschaft.
Zwei Tage nach seinem Debüt wurde Greenwood, gemeinsam mit seinem Teamkollegen Phil Foden, von der Nationalmannschaft suspendiert, da sie gegen die wegen der COVID-19-Pandemie geltenden Isolationsauflagen auf Länderspielreisen verstoßen hatten.

## Erfolge
- Nominierung für die Kopa-Trophäe: 2021 (5. Platz)
- Spieler des Monats der Ligue 1: Dezember 2024, April 2025
- Torschützenkönig der Ligue 1: 2024/25 (21 Tore)

## Vergewaltigungsvorwürfe
Am Morgen des 30. Januar 2022 veröffentlichte Greenwoods Freundin auf Instagram ein Video, in dem sie mit einer blutenden Wunde im Gesicht und mehreren Blutergüssen zu sehen war. Zudem veröffentlichte sie eine Tonaufnahme, in der mutmaßlich zu hören ist, wie Greenwood ihr Gewalt androht und sie zu sexuellen Handlungen zwingen will. Der 20-Jährige wurde daher noch am selben Tag wegen des „Verdachts der Vergewaltigung und Körperverletzung vorläufig festgenommen“. Am 2. Februar 2022 wurde er auf Kaution freigelassen.
Im Oktober 2022 wurde Greenwood wegen versuchter Vergewaltigung, Körperverletzung und Nötigung angeklagt; zudem wurde er wegen Verstößen gegen seine Kautionsauflagen erneut verhaftet. Die Anklage wurde Anfang Februar 2023 fallen gelassen, nachdem Hauptbelastungszeugen ihre Aussagen zurückgezogen hatten und neue Beweismittel bekannt geworden waren.

## Privates
Am 11. Juli 2023 wurde Greenwood erstmals Vater.